# Tomas Contte
Tomas Contte (* 1. August 1998 in Zárate) ist ein argentinischer Radrennfahrer, der Rennen auf Bahn und Straße bestreitet.

## Sportliche Laufbahn
2016 wurde Tomas Contte  Vize-Weltmeister der Junioren im Omnium; im Straßenrennen der Junioren bei den Straßen-Weltmeisterschaften wurde er 25. Im Jahr darauf errang er bei den Panamerikameisterschaften zwei Medaillen: Silber mit Sebastián Trillini im Zweier-Mannschaftsfahren und Bronze im Omnium. Bei den Südamerikaspielen 2018 belegte er im Zweier-Mannschaftsfahren (mit Ivan Gabriel Ruiz) Rang zwei. 2021 errang er bei den Panamerikameisterschaften jeweils Bronze im Omnium und mit Juan Ignacio Curuchet, Lukas Dundick und Ruben Ramos in der Mannschaftsverfolgung. Bei den Südamerikaspielen 2022 gewann er Omnium und Zweier-Mannschaftsfahren (mit Nicolás Tivani).

## Erfolge

### Bahn
2016
- Junioren-Weltmeisterschaft – Omnium

2017
- Panamerikameisterschaft – Zweier-Mannschaftsfahren (mit Sebastián Trillini)
- Panamerikameisterschaft – Omnium

2018
- Südamerikaspiele – Zweier-Mannschaftsfahren (mit Ivan Gabriel Ruiz)

2019
- Argentinischer Meister – Einerverfolgung

2021
- Panamerikameisterschaft – Omnium, Mannschaftsverfolgung (mit Juan Ignacio Curuchet, Lukas Dundick und Ruben Ramos)

2022
- Südamerikaspielesieger – Omnium, Zweier-Mannschaftsfahren (mit Nicolás Tivani)
- Südamerikaspiele – Mannschaftsverfolgung (mit Nicolás Tivani, Marcos Méndez und Rubén Ramos)

### Straße
2022
- 1ª Clássica de Santo Thyrso